# دماپایداری

ساختار کریستالی بتا-گلوکوسیداز از Thermotoga neapolitana (PDB: 5IDI). پروتئین دماپایدار، فعال در دمای ۸۰ درجه سانتیگراد و دمای باز شدن ۱۰۱ درجه سانتیگراد.

دماپایداری کیفیت مقاومت یک ماده در برابر تغییر برگشت‌ناپذیر ساختار شیمیایی یا فیزیکی است، که اغلب با مقاومت در برابر تجزیه یا پلیمریزاسیون، در درجه حرارت نسبی بالا صورت می‌گیرد.
مواد دماپایدار ممکن است به صورت صنعتی به عنوان پیشگیرنده آتش استفاده شوند. پلاستیک دماپایدار، که اصطلاح غیرمعمول و غیر متعارفی است، احتمال می‌رود به پلاستیک گرماسختی گفته شود که با حرارت دادن نمی‌توان آن را تغییر شکل داد، تا به ترموپلاستیکی که می‌توان آن را دوباره ذوب و قالب‌گیری کرد.
دماپایداری نیز از ویژگی‌های برخی پروتئین‌ها است. دماپایدار بودن پروتئین به معنای مقاوم بودن آن در برابر تغییرات ساختار پروتئینی در اثر حرارت اعمالی است.

## پروتئین‌های دماپایدار

همان‌طور که حرارت اعمال می‌شود، پیوندهای درون مولکولی موجود در ساختار سومین پروتئین‌ها گسیخته می‌شود و باعث می‌شود پروتئین باز و غیرفعال شود.

اکثر انواع حیات روی زمین در دمای کمتر از ۵۰ درجه زندگی می‌کنند (معمولاً از ۱۵ تا ۵۰ درجه سانتی گراد). درون این موجودات، ماکرومولکول‌ها (پروتئین‌ها و اسید نوکلئیک‌ها) وجود دارند که ساختارهای سه بعدی ضروری برای فعالیت آنزیمی آن‌ها را تشکیل می‌دهند. بالاتر از دمای طبیعی ارگانیسم، انرژی حرارتی ممکن است باعث باز شدن و دناتوره شدن شود، زیرا گرما می‌تواند پیوندهای درون مولکولی در ساختارهای سومین و چهارمین را مختل کند. این باز شدن منجر به از دست دادن فعالیت آنزیمی می‌شود که به‌طور قابل درکی برای ادامه عملکردهای زندگی مضر است. به عنوان یک مثال از آن، می‌توان دناتوره شدن پروتئین‌های موجود در آلبومین از یک مایع شفاف و تقریباً بی‌رنگ به یک ژل سفید مات و نامحلول را ذکر کرد.
پروتئین‌هایی که قادر به تحمل چنین درجه حرارت بالایی هستند در مقایسه با پروتئین‌هایی که نیستند، به‌طور کلی از میکروارگانیسم‌های ابرگرمادوست هستند. چنین ارگانیسم‌هایی می‌توانند بیش از ۵۰ درجه مقاومت کنند. همان‌طور که معمولاً در محیط‌های ۸۵ درجه‌ای و بالاتر زندگی می‌کنند. بعضی گونه‌های زنده گرمادوست موجود است که می‌تواند در درجه حرارت بالاتر از این مقاومت کند و برای حفظ عملکرد پروتئین در این درجه حرارت، سازگاری‌هایی داشته باشد. که می‌تواند شامل تغییر خواص توده‌ای سلول برای تثبیت همه پروتئین‌ها باشد و تغییرات خاص در پروتئین‌های خاص. مقایسه پروتئین‌های هم‌ساخت موجود در این گرمادوست‌ها و سایر ارگانیسم‌ها تفاوت‌هایی را در ساختار پروتئین نشان می‌دهد. یکی از تفاوت‌های قابل توجه، حضور پیوندهای هیدروژنی اضافه در پروتئین‌های گرمادوست است. که یعنی ساختار پروتئین در برابر باز شدن مقاوم تر است. به‌طور مشابه، پروتئین‌های دماپایدار در پل‌های نمکی و پل‌های دی‌سولفید اضافه، غنی هستند و ساختار را پایدار می‌کنند. سایر عوامل دماپایداری پروتئین‌ها عبارتند از فشردگی ساختار پروتئین، الیگومریزاسیون، و اثر متقابل قدرت بین زیرواحدها.

### موارد استفاده و کاربردها

#### واکنش‌های زنجیره ایپلیمراز
آنزیمهای دماپایدار مانند تک پلیمراز و پلیمراز دی‌ان‌ای Pfu در واکنش‌های زنجیره ای پلیمراز (PCR) استفاده می‌شود که در آن دمای ۹۴ درجه سانتی گراد یا بالاتر برای ذوب رشته‌های DNA در مرحله دناتوراسیون PCR به کار گرفته می‌شود.

#### خالص سازی پروتئین
آگاهی از مقاومت یک آنزیم در برابر دماهای بالا مخصوصاً در خالص سازی پروتئین مفید است. در روش دناتوراسیون حرارتی، می‌توان مخلوطی از پروتئین‌ها را در معرض دمای بالا قرار داد که باعث می‌شود پروتئین‌هایی که دماپایدار نیستند، دناتوره شوند و پروتئین‌هایی که از نظر ترمودینامیکی پایدار هستند، از آن‌ها جدا شوند. یکی از نمونه‌های قابل توجه این موضوع، خالص سازی آلکالین فسفاتاز از Pyrococcus abyssi (یک ارگانیسم که در دمای بالا زندگی می‌کند) است. این آنزیم به پایداری حرارتی در دماهای بالاتر از ۹۵ درجه سانتی گراد شناخته شده‌است، و بنابراین زمانی که در باکتری E. coli به صورت هترولوگ بیان می‌شود، می‌تواند تا حدی با حرارت دادن خالص سازی شود. افزایش دما باعث رسوب پروتئین‌های E. coli می‌شود، در حالی که آلکالین فسفاتاز P. abyssi به طور پایدار در محلول باقی می‌ماند.

#### هیدرولازهای گلیکوزید
گروه مهم دیگری از آنزیم‌های دماپایدار، گلیکوزید هیدرولازها هستند. این آنزیم‌ها مسئول تخریب بخش عمدهٔ زیست توده، پلی ساکاریدهای موجود در نشاسته و لیگنوسلولز هستند؛ بنابراین، به کاربردهای تصفیه زیستی گلیکوزید هیدرولازها در آیندهٔ اقتصاد زیستی علاقهٔ زیادی نشان داده می‌شود. به عنوان مثال: تولید مونوساکاریدها برای کاربردهای غذایی و همچنین استفاده به عنوان منبع کربن برای تبدیل میکروبی در سوخت‌ها (اتانول) و واسطه‌های شیمیایی، تولید الیگوساکاریدها برای کاربردهای پربیوتیک و تولید سورفکتانت‌های از نوع آلکیل گلیکوزید. همه این فرایندها اغلب شامل عملیات حرارتی برای تسهیل هیدرولیز پلی ساکارید هستند، بنابراین به انواع گلیکوزید هیدرولازهاگلیکوزید هیدرولازهای دماپایدار نقش مهمی در این زمینه می‌دهند.

### رویکردهایی برای بهبود دماپایداری پروتئین‌ها
از مهندسی پروتئین می‌توان برای افزایش دماپایداری پروتئین‌ها استفاده کرد. روش‌های مقایسه ای برای افزایش پایداری پروتئین‌های میانه‌دوست بر اساس مقایسه با همولوگ‌های گرمادوست استفاده شده‌است. علاوه بر این، تجزیه و تحلیل پروتئین در حال باز شدن توسط دینامیک مولکولی می‌تواند برای درک فرایند باز شدن و سپس طراحی جهش‌های پایدار کننده استفاده شود. مهندسی پروتئین برای افزایش دماپایداری پروتئین شامل جهش‌هایی است که حلقه‌ها را کوتاه می‌کند، همچنین افزایش دادن پل‌های نمکی یا پیوندهای هیدروژنی و پیوندهای دی سولفید. علاوه بر این، پیوند لیگاند به ویژه هنگامی که خالص شود، می‌تواند پایداری پروتئین را افزایش دهد. نیروهای مختلفی وجود دارد که باعث دماپایداری یک پروتئین خاص می‌شود. این نیروها شامل برهمکنش‌های آبگریز، برهمکنش‌های الکترواستاتیکی و وجود پیوندهای دی‌سولفیدی می‌شود. مقدار کلی آبگریزی موجود در یک پروتئین خاص دلیل دماپایداری آن است. نوع دیگری از نیروهایی که علت دماپایداری پروتئین است، برهمکنش‌های الکترواستاتیکی بین مولکول‌ها است. این برهمکنش‌ها شامل پل‌های نمکی و پیوندهای هیدروژنی می‌شود. پل‌های نمکی تحت تأثیر دمای بالا قرار نمی‌گیرند، بنابراین برای پایداری پروتئین و آنزیم ضروری هستند. نیروی سومی که در افزایش دماپایداری پروتئین‌ها و آنزیم‌ها نقش دارد، وجود پیوندهای دی‌سولفیدی است. این نیروها پیوندهای متقابل کووالانسی بین زنجیره‌های پلی‌پپتیدی را ایجاد می‌کنند. از آنجا که این پیوندها کووالانسی هستند، قوی‌ترین نوع پیوند را دارند. و آن‌ها را از نیروهای بین مولکولی قدرتمندتر می‌سازد. گلیکوزیلاسیون روش دیگری برای بهبود دماپایداری پروتئین‌ها است. اثرات استریوالکترونیکی در تثبیت برهمکنش‌های بین کربوهیدرات و پروتئین می‌تواند منجر به تثبیت حرارتی پروتئین گلیکوزیله شود.

## سموم دماپایدار
برخی از قارچ‌های سمی حاوی توکسین‌های دماپایدار هستند، مانند آماتوکسین موجود در قارچ‌های کلاهک مرگ و گالرینا کشنده و کپک پاتولین؛ بنابراین، اعمال گرما به این‌ها سمیت را از بین نمی‌برد و نگرانی خاصی برای ایمنی مواد غذایی به‌شمار می‌رود.